# Damien Egan
Damien James Egan (né en 1982 ou 1983) est un homme politique britannique qui est député de Kingswood dans le sud du Gloucestershire depuis une élection partielle en 2024 -. Membre du Parti travailliste, il est auparavant maire de Lewisham dans le Grand Londres de 2018 à 2024.

## Jeunesse et éducation
Damien James Egan est né en 1982 ou 1983 à Cork, en Irlande, et grandit dans le nord-est de Bristol, en Angleterre. Durant son enfance, sa famille se retrouve sans abri et vit dans un logement temporaire.
Egan fréquente l'école primaire Notre-Dame de Lourdes et le lycée Hanham. Il étudie au St Mary's University College de Twickenham avant de déménager à Lewisham après avoir obtenu son diplôme.

## Carrière politique
De 2003 à 2007, Egan est conseiller du conseil paroissial de Downend et Bromley Heath à Bristol avant de déménager à Londres.
Aux élections générales de 2005, Egan se présente comme candidat travailliste à Weston-super-Mare, terminant troisième avec 18,7 pour cent des voix derrière le candidat conservateur John Penrose et le candidat libéral-démocrate Brian Cotter.
Aux élections générales de 2010, Egan se présente comme candidat travailliste pour Beckenham, où il termine troisième avec 14,5 pour cent des voix derrière le conservateur Bob Stewart et les libéraux-démocrates.
Élu conseiller de Lewisham Central en 2010, Egan est nommé membre du cabinet du Lewisham London Borough Council pour le logement en 2014.
En 2017, Egan est sélectionné comme candidat du Parti travailliste pour les élections municipales directement élues à Lewisham en mai 2018. Il est élu maire de Lewisham avec 54 pour cent des voix. Lors des élections municipales de 2022, Egan est réélu avec une majorité accrue et 58 % des voix.

### Maire de Lewisham
Egan est maire de Lewisham du 7 mai 2018 au 9 janvier 2024.
Il travaille avec le London Community Land Trust et Citizens UK pour développer une fiducie foncière communautaire offrant des logements abordables aux résidents de Lewisham. Il soutient également d'autres projets de fiducie foncière communautaire à Lewisham, notamment le plus grand projet de logements abordables auto-construits de Londres.

### Carrière parlementaire

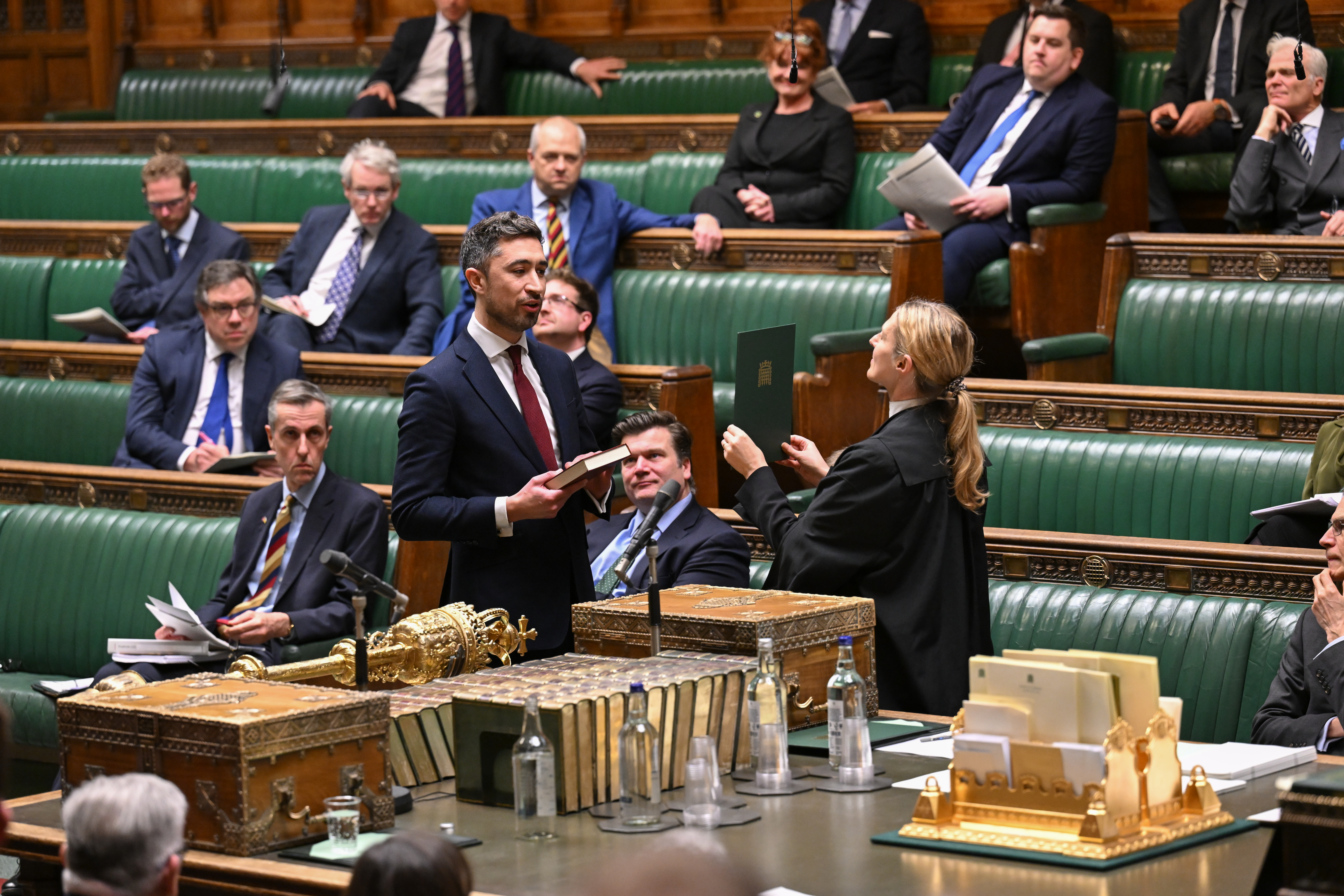
Egan prête serment à la Chambre des communes le 19 février 2024

En juillet 2023, Egan est sélectionné comme candidat parlementaire potentiel du Labour pour Bristol Nord-Est. Il bat le maire de Bristol, Marvin Rees, pour remporter la candidature au nouveau siège, créé en raison de changements de limites lors des élections générales suivantes.
Le 15 février 2024, il devient député de Kingswood dans le sud du Gloucestershire lors de l'élection partielle de Kingswood à la suite de la démission du député conservateur Christopher Skidmore. La circonscription devrait être abolie lors des prochaines élections générales, mais contient une proportion substantielle de la future circonscription de Bristol Nord-Est. Egan est élu avec 44,9 % des voix et une majorité de 2 501 voix,. Il est réélu en 2024.

## Vie privée
Egan est marié à Yossi Felberbaum, né en Israël. Bien qu'il ait été élevé dans la religion catholique, Egan s'est converti au judaïsme, la foi de son mari, à la synagogue réformée de Bromley en 2018, deux ans après avoir rencontré Felberbaum<,.